# Aaliyah (album)
Aaliyah − trzeci album amerykańskiej piosenkarki R&B Aaliyah wydany 17 lipca 2001 roku. Była to ostatnia studyjna płyta artystki, która zmarła niedługo po jej premierze.
Album zadebiutował na drugiej pozycji listy The Billboard 200, rozchodząc się już w pierwszym tygodniu sprzedaży w liczbie dwustu pięćdziesięciu tysięcy egzemplarzy. Jak dotychczas krążek Aaliyah znalazł na całym świecie ponad trzynaście milionów nabywców. Płytę wyróżniono licznymi laurami, w tym m.in. nominacją do nagrody Grammy w kategorii najlepszy album R&B w roku 2002, a w październiku 2009 pokryła się ona podwójną platyną za certyfikatem organizacji Recording Industry Association of America (RIAA).

## Twórcy
- Aaliyah − wokal
- Stevie Blacke − instrumenty smyczkowe
- Ron Blake − rogi
- Sean Cruse − gitary

### Produkcja albumu
- Producenci wykonawczy: Aaliyah, Barry Hankerson
- Inżynierzy: Michael Conrader, Jimmy Douglass, Rockstar, Scott Wolfe
- Asystenci inżynierów: Chandler Bridges, Tim Olmstead, Steve Penny
- Mikserzy: Bud’da, Jimmy Douglass, Ben Garrison, Timbaland, Scott Wolfe
- Spec od masteringu: Bernie Grundman
- A&R: Gemma Corfield
- Fotograficy: Jonathan Mannion, Albert Watson

## Lista utworów
| #   | Tytuł                                    | Długość |
| --- | ---------------------------------------- | ------- |
| 1.  | "We Need a Resolution" (feat. Timbaland) | 4:02    |
| 2.  | "Loose Rap" (feat. Static Major)         | 3:52    |
| 3.  | "Rock the Boat"                          | 4:35    |
| 4.  | "More than a Woman"                      | 3:49    |
| 5.  | "Never No More"                          | 3:58    |
| 6.  | "I Care 4 U"                             | 4:33    |
| 7.  | "Extra Smooth"                           | 3:55    |
| 8.  | "Read Between the Lines"                 | 4:20    |
| 9.  | "U Got Nerve"                            | 3:43    |
| 10. | "I Refuse"                               | 5:57    |
| 11. | "It's Whatever"                          | 4:08    |
| 12. | "I Can Be"                               | 2:59    |
| 13. | "Those Were the Days"                    | 3:24    |
| 14. | "What If"                                | 4:24    |
|     | Utwory bonusowe                          |         |
| 15. | "Messed Up"                              | 3:34    |
| 16. | "Try Again"                              | 4:44    |

## Pozycje na listach przebojów
| Notowanie (2001)                      | Najwyższa pozycja |
| ------------------------------------- | ----------------- |
| Australian Albums Chart               | 11                |
| Austrian Albums Chart                 | 21                |
| Belgium Albums Chart                  | 11                |
| Canadian Albums Chart                 | 1                 |
| Finnish Albums Chart                  | 33                |
| French Albums Chart                   | 9                 |
| German Albums Chart                   | 9                 |
| Italy Albums Chart                    | 40                |
| Netherlands Albums Chart              | 25                |
| New Zealand Albums Chart              | 25                |
| Swedish Albums Chart                  | 23                |
| Swiss Albums Chart                    | 6                 |
| UK Albums Chart                       | 5                 |
| U.S. Billboard 200                    | 1                 |
| U.S. Billboard Top R&B/Hip-Hop Albums | 2                 |